# Abyek
Abyek (en persan : آبيک), également transcrit Abeyek, est une ville d'Iran, située dans la province de Qazvin.